# Dumbarton Oaks
Dumbarton Oaks − pałac w stylu federalnym wraz z przyległymi ogrodami zlokalizowany w waszyngtońskiej dzielnicy Georgetown, siedziba biblioteki Dumbarton Oaks Research Library and Collection, centrum bizantynologii, centrum studiów cywilizacji prekolumbijskich oraz ośrodek studiów architektury krajobrazu.
Ośrodek naukowy wydaje własne czasopismo Dumbarton Oaks Papers i inne monografie dotyczące trzech wymienionych powyżej dziedzin.
Willa była waszyngtońską siedzibą amerykańskiego senatora i wiceprezydenta Johna Caldwella Calhouna. W 1920 zakupił ją Robert Woods Bliss (1875-1962) wraz ze swoją żoną kolekcjonerką sztuki Mildred Bliss Barnes (1875-1969). W XX w. obiekt przekształcił architekt Philip Johnson. Małżeństwo Blissów wzbogaciło posiadłość w pokaźną bibliotekę i zbiory sztuki. W 1940 postanowili ofiarować dom wraz ze zbiorami na cele Dumbarton Oaks Research Library and Collection. Instytucja ta została również zabezpieczona przez nich finansowo. Odpowiedzialność za jej rozwój powierzono Uniwersytetowi Harvarda. Początkowo zakres działań badawczych obejmował tylko bizantologię. Księgozbiór Dumbarton Oaks liczy 100.000 woluminów. Część naukowców jest na stałe związana z ośrodkiem badawczym. Instytucja oferuje też stypendia.
Z willą sąsiaduje czterohektarowy teren zielony, obejmujący ogrody i park. Zaprojektowała go w latach 1922-1947 Beatrix Farrand przy współpracy z Mildred Bliss. Ogrody zakładano na schodzących w kierunku strumienia tarasach za głównym budynkiem willowym. Część terenów celowo nie została zmodyfikowana przy projektowaniu architektury ogrodowej. Tereny ogrodowe otwarte są dla zwiedzających. Wyróżnia się następujące części ogrodów:
- Star Garden
- Green Garden
- Beech Terrace
- Urn Terrace
- Rose Garden
- Arbor Terrace
- Fountain Terrace
- Lover's Lane Pool
- Pebble Terrace
- Camellia Circle
- Prunus Walk
- Cherry Hill
- Crabapple Hill
- Forsythia Hill
- Fairview Hill

W 1938 Igor Strawinski został poproszony o skomponowanie koncertu dla uczczenia trzydziestej rocznicy ślubu Blissów. Koncert ten popularnie nazywany jest "Dumbarton Oaks 8-v-1938" (Concerto in E-flat). W 1944 willa gościła międzynarodową konferencję, podczas której położono fundamenty ideologiczne pod przyszłą Organizację Narodów Zjednoczonych.